# 釣りごろつられごろ
『釣りごろつられごろ』（つりごろつられごろ）は、1977年10月2日から一部のローカル局で放送されているテレビ新広島（tss）制作の釣り番組。2016年7月16日に放送2000回を迎えた長寿番組である。

## 概要
瀬戸内海を中心に日本海や太平洋の好漁場を紹介、釣り人が魚を釣り上げるまでの過程を追う。その様子を見ながら、当日の釣り人と元tssアナウンサーの棚田徹が話を進める（かつては当時同局アナウンサーの矢野寛樹・神田康秋も担当した。2013年4月から矢野が直前番組に生出演する兼ね合いから棚田が復帰。）。番組の最後に釣り上げた魚の写真を撮るのが恒例である。
本番組のスタッフは1995年から2021年まで年に1回、6月ごろにフジテレビほかFNS系列全国ネットの『ニッポンを釣りたい!』という特別番組も制作していた。また、2010年1月3日のガレッジセール出演の『ガレッジフィッシング』、2018年1月2日放送の『宮川大輔 瀬戸内でマジなやつやん!』等正月にもタレント出演の釣り番組も制作し、フジテレビ・関西テレビをはじめとしたFNS各局でも順次放送されている（2018年はテレビ静岡・テレビ西日本・仙台放送・サガテレビ・テレビ宮崎・鹿児島テレビが先行ネットで放送）。
手書き風のタイトルロゴも変わっておらず、オープニングのBGMも長年使用されており、tssの携帯サイトから無料ダウンロード可能である（携帯電話用にアレンジされている）。
静岡県以外の東海地方、北陸地方、近畿地方、中国地方各地、四国地方・九州地方（沖縄県を除く）の西日本エリアではほぼ全ての系列局でネットしている一方、東日本では静岡県・青森県以外では放送されていない。
地方局によっては「釣りごろチェック」と称して放送地の釣り情報を後半に差し替え放送。主に中国地方・四国地方・近畿地方・九州地方で釣れる魚種や大きさ、食い具合、天気予報、波の高さと月齢、満干時刻などを放送している。尚、テレビ静岡では2022年頃以降から釣りごろチェックのコーナーが放送されず、全てCMに差し替えている(但し、エンディングは放送される。)。
2009年からは、ハイビジョン制作に移行。

## ナビゲーター
2024年4月現在
- 前田拓磨（テレビ新広島アナウンサー）

過去
- 矢野寛樹（他部署に異動）
- 神田康秋（関連会社役員を経てフリー）
- 青坂匠（他部署に異動。2024年からは気象予報士として番組出演）
- 棚田徹（年末総集編では顔出し出演の場合もあり。テレビ新広島を定年退職後の2022年4月からはフリーアナウンサーとして出演）
- 野川諭生（テレビ新広島アナウンサー）

## 解説
- 磯一美
- 中村幸春
- 住田俊和
- 橘高直樹
- 船井俊志
- ほか

## スタッフ
- 撮影：大原英二、福原浩高、大谷裕一郎、山根正人、大西克哉、一柳達也
- 音声：田町浩一
- MA：山形晃一
- EED：柳谷基司
- ディレクター：寺田治司、脇坂嘉男、坪井康顕、八木太朗、西尾浩二、麻倉良一、坂野修平
- 広報：富永利香（TSS）
- プロデューサー：河内敬（TSSプロダクション）
- 制作協力：TSSプロダクション
- 制作著作：テレビ新広島
  - 番組販売によるネット局が多いためか、一部ローカル番組や中国地方ブロックネット番組で使用している「情熱電波! TSS」→「ここからっ! TSS」などのキャッチコピーではなく、正式ロゴで「テレビ新広島」と表記していたが[2]、2025年1月放送分から、「ずきゅん。TSS 50th」のキャッチコピーで表記されている。なお、これ以前から年末に広島県ローカルで放送される総集編ではキャッチコピーで表記されることがあった。

### 過去のスタッフ
- プロデューサー：辻井正典・川上伸一（以上TSS）、清水正義・溝添寛伸・川口修治（以上TSSプロダクション）

## ネット局
現在のネット局・放送時間は、公式サイト内の『他地区OA時間』も参照。
| 放送対象地域  | 放送局                     | 系列                                         | 放送日時           | 備考                    |
| ------------- | -------------------------- | -------------------------------------------- | ------------------ | ----------------------- |
| 広島県        | テレビ新広島（tss）        | フジテレビ系列                               | 土曜 11:25 - 11:40 | 制作局 リピート放送あり |
| 近畿広域圏    | 関西テレビ（KTV）          | フジテレビ系列                               | 日曜 5:00 - 5:15   | 遅れネット              |
| 中京広域圏    | 東海テレビ（THK）          | フジテレビ系列                               | 日曜 5:15 - 5:30   | 遅れネット              |
| 青森県        | 青森テレビ（ATV）          | TBS系列                                      | 日曜 5:45 - 6:00   | 遅れネット              |
| 静岡県        | テレビ静岡（SUT）          | フジテレビ系列                               | 日曜 5:45 - 6:00   | 遅れネット              |
| 岡山県 香川県 | 岡山放送（OHK）            | フジテレビ系列                               | 日曜 5:45 - 6:00   | 遅れネット              |
| 宮崎県        | テレビ宮崎（UMK）          | フジテレビ系列 日本テレビ系列 テレビ朝日系列 | 日曜 5:45 - 6:00   | 遅れネット              |
| 石川県        | 石川テレビ（ITC）          | フジテレビ系列                               | 日曜 6:15 - 6:30   | 遅れネット              |
| 福井県        | 福井テレビ（FTB）          | フジテレビ系列                               | 日曜 6:15 - 6:30   | 遅れネット              |
| 鳥取県 島根県 | さんいん中央テレビ（TSK）  | フジテレビ系列                               | 日曜 6:15 - 6:30   | 遅れネット              |
| 福岡県        | テレビ西日本（TNC）        | フジテレビ系列                               | 日曜 6:15 - 6:30   | 遅れネット              |
| 佐賀県        | サガテレビ（SAGA TV／STS） | フジテレビ系列                               | 日曜 6:15 - 6:30   | 遅れネット              |
| 長崎県        | テレビ長崎（KTN）          | フジテレビ系列                               | 日曜 6:15 - 6:30   | 遅れネット              |
| 山口県        | テレビ山口（tys）          | TBS系列                                      | 日曜 6:00 - 6:15   | 遅れネット              |
| 高知県        | 高知さんさんテレビ（KSS）  | フジテレビ系列                               | 日曜 6:45 - 7:00   | 遅れネット              |

### 過去のネット局
いずれの局も遅れネット。
| 放送対象地域          | 放送局                  | 系列           | 放送日時                     | 放送年代・その他     |
| --------------------- | ----------------------- | -------------- | ---------------------------- | -------------------- |
| 徳島県                | 四国放送（JRT）         | 日本テレビ系列 | 不明                         | 不明                 |
| 香川県→ 岡山県 香川県 | 瀬戸内海放送（KSB）     | テレビ朝日系列 | 日曜 6:15 - 6:30             | 1990年代後半まで     |
| 大分県                | 大分放送（OBS）         | TBS系列        | 不明                         | 1983年から1989年まで |
| 山形県                | さくらんぼテレビ（SAY） | フジテレビ系列 | 土曜 11:00 - 11:15           | 2020年3月28日まで    |
| 富山県                | 富山テレビ（BBT）       | フジテレビ系列 | 土曜 1:55 - 2:10（金曜深夜） | 2023年10月7日まで    |

- 製作局であるテレビ新広島は従来は土曜日夕方の『FNNスーパータイム』および『FNNスーパーニュース→FNNスーパーニュースWEEKEND』（現:『FNN Live News イット!』）前後（18:00放送開始時は17:45 - 18:00、18:30 - 18:45等。17:30放送開始時は16:55 - 17:10、17:00 - 17:45、17:15 - 17:30等）に放送していた（再放送は日曜日または翌週土曜日の早朝に放送）。本放送は2010年4月3日に11:25 - 11:40に変更したが、2013年4月6日から現在の時間に変更し、直前の『知りため!プラス』からステーションブレイクなしで接続している。再放送は日曜日の6時台に行われているがアニメ枠との観点上時間変動が多い。なお、視聴者からの要望もあって2010年4月からは再々放送も開始された。
- 本番組をネットしている東海テレビは、同社が放送していたローカル情報番組『ぴーかんテレビ』（不祥事により2011年8月4日に終了）の中で、本番組をもじった「吊りごろ吊られごろ」というコーナーを設けていた。